# Bocamoll

Careta del concurs

Bocamoll fou un concurs de televisió de TV3 l'objectiu del qual era la divulgació de la llengua i cultura catalanes d'una forma amena i entretinguda. El concurs va néixer el 10 de desembre de 2007, inspirat en el programa d'ETB Mihiluze, i va acabar al final de la temporada 2010/11. Va ser presentat per Espartac Peran i, llavors, per Roger de Gràcia.
Tres parelles de concursants participaven cada dia en el concurs, quedant-ne eliminada una i incorporant-se'n una altra. El concurs constava de cinc fases. La primera era una sèrie de preguntes ràpides. En la segona els sis concursants feien torns per intentar esbrinar el significat de set paraules d'un plafó. Les semblants que porta acumulada una menor puntuació en aquest moment assignava les proves de la tercera fase, podent elegir entre proves de jeroglífics, mímica, dibuixar i endevinar una cançó. Els concursants que havien acumulat menys punts fins al moment eren eliminats. Llavors, les dues parelles finalistes havien d'endevinar un concepte disposant de quatre SMS apostant una quantitat de punts. Passava a la final l'equip que tenia més punts i s'acomiadaven fins al següent programa qui en té menys. L'equip que aconseguia arribar a la final havia d'encaixar set conceptes en tres categories. Si encertaven totes les respostes, s'emportaven el pot del programa afegit a la quantitat de punts acumulada transformada en euros.